# Exocarpos sparteus
Exocarpos sparteus es una especie de planta endémica australiana.  La especie se encuentra en todos los estados del territorio continental de Australia.

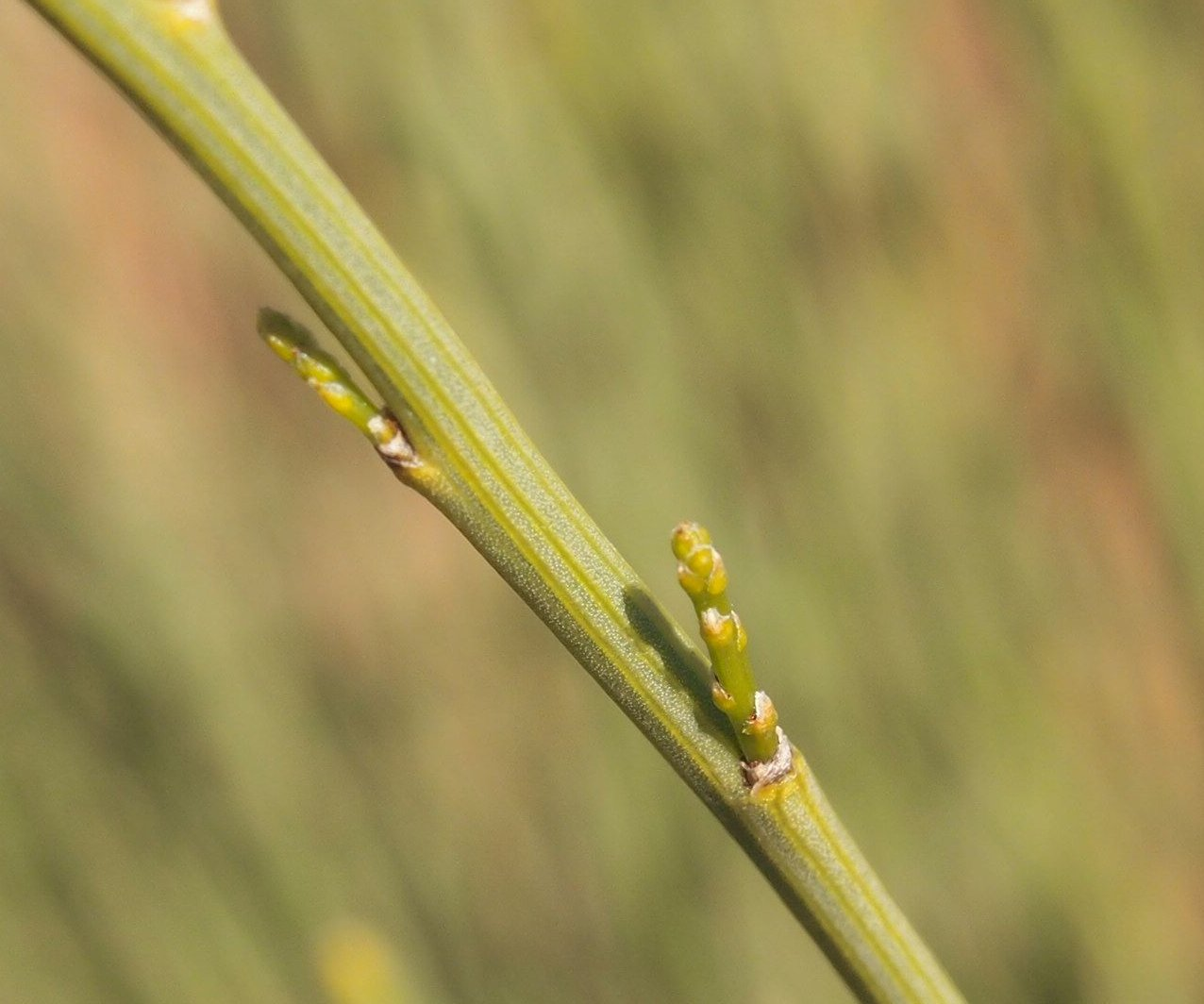
Flores

## Descripción
Es un arbusto, que alcanza un tamaño de cuatro metros de alto, erguido, con ramillas caídas, casi sin hojas. Las especies con ramitas  que pueden tener pequeñas flores, de color amarillo verdoso, y tallo sin hojas. Las flores miden tan solo 1 mm de diámetro y de un color similar, en ocasiones blanco. 
El "fruto" es comestible presenta forma de huevo, de color rosa o rojo, y de entre 4 y 5 mm de largo; el cual en realidad no es un fruto, sino que es un tallo corto (pedicelo) hinchado, de ahí el nombre original Exocarpos, del latín que significa fruta exterior. La verdadera fruta (no comestible) es una nuez globular, dura, verdosa, de 4-6 mm de largo, que contiene una semilla; la que se encuentra sobre el pedicelo. A medida que la fruta se desarrolla, el tallo se hincha y se vuelve amarillo o rojo, para formar una "cereza" comestible (que carece del hueso duro a diferencia de la verdadera cereza).
El hábito de esta planta está en estar en posición vertical, llegando a ser ligeramente curvada, que combina con las muchas ramas regulares para formar un aspecto redondeado. La apariencia lisa y esférica de las especies está dada por la caída de las ramillas, el color y el tamaño similar de las hojas y las flores, y la curva de las ramas externas.

## Ecología
El fruto de E. sparteus es comido por Barnardius zonarius y, presumiblemente, otras aves. También se cree que era la especie de Exocarpos que eran consumidas por las personas en Australia, sobre todo antes de la colonización. La especie es un hemiparásito, obteniendo los nutrientes de las raíces de otras plantas, un proceso llevado a cabo por muchas especies en la familia Santalaceae.

## Taxonomía
Exocarpos sparteus fue descrita por Robert Brown y publicado en Prodromus Florae Novae Hollandiae 356. 1810.
Sinonimia
- Exocarpos glandulaceus Miq.
- Exocarpos pendulus F.Muell.
- Exocarpos sparteus f. gracilis Miq.
- Exocarpos sparteus f. tenerior Miq.
- Exocarpos spicatus A.DC.[3]